# Frederiksberg Gymnasium
Frederiksberg Gymnasium (forkortet FG) er et gymnasium beliggende på Frederiksberg.
Gymnasiet blev grundlagt i 1879 som Villakvarterets Forberedelses- og Realskole og var de første mange år en privat drengeskole. Allerede i 1880 ændredes skolens navn til Frederiksberg Latin- og Realskole. Skolens bygninger købtes af De forenede Skoler i 1901, og fra 1907 blev også real-, mellem- og forberedelsesskole tilbudt. Navnet ændredes senere til Frederiksberg Gymnasium. I 1919 overtog Frederiksberg Kommune driften. Gymnasiets første piger begyndte i 1946. I 1992 flyttede skolen til Niels Ebbesens Vej og i 2004 til et nyt byggeri på Falkoner Plads, hvor gymnasiet nu har til huse.

## Kendte studenter
- 1892: Valdemar Dan, arkitekt
- 1895: Holger Scheuermann, ortopædkirurg og røntgenlæge
- 1900: Kristian Middelboe, fodboldspiller
- 1905: Nils Middelboe, fodboldspiller
- 1907: Axel Salto, keramiker
- 1910: Frode Lund Hvalkof, officer og modstandsmand
- 1916: Henry Skjær, operasanger
- 1926: Georg Sarauw, oversætter
- 1927: Palle Lauring, skolelærer, forfatter og historiker
- 1928: J.H. Johansen, officer
- 1931: Haldor Topsøe, civilingeniør og grundlægger af Haldor Topsøe A/S
- 1932: Sejr Volmer-Sørensen, revydirektør og skuespiller
- 1936: Tage Hind, lektor i dramaturgi ved Københavns Universitet
- 1941: Erik Koch Michelsen, modstandsmand
- 1943: Erik Ellegaard Frederiksen, grafiker
- 1944: Jørgen Hansen Koch, stiftamtmand
- 1947: Bent Melchior, tidl. overrabiner
- 1948: Bent Rold Andersen, tidl. minister
- 1949: Uffe Harder, forfatter
- 1950: Erling Oxdam, advokat, politiker og MF
- 1955: Christian U. Jensen, professor i matematik ved Københavns Universitet
- 1961: Per Stig Møller, dr.phil. samt politiker, MF, partileder og minister
- 1964: Mogens Lykketoft, cand.polit. samt politiker, MF, minister og partileder
- 1968: Roald Als, tegner
- 1970: Søren Rislund, komiker
- 1970: Jan Monrad, komiker
- 1976: Peter Høeg, forfatter
- 1986: Mads Lebech, borgmester i Frederiksberg Kommune
- 2006: Freja Beha Erichsen, model

Forfatteren Johannes V. Jensens tre sønner, herunder Emmerik Jensen og Villum Jensen, gik på Frederiksberg Gymnasium.